# Die Perlenkönigin
Die Perlenkönigin ist ein Märchen (AaTh 400, 401, 850). Es stand in Ludwig Bechsteins Deutsches Märchenbuch nur in frühen Auflagen.

## Inhalt
Eine schöne Frau besucht immer wieder mit ihrem Schifflein ein Fischerdorf, schenkt den Kindern Perlen, wird von Fischern bewirtet, von Prinzen gefreit. Doch kein Bewerber kann ihre Haarfarbe raten. Dann muss man ihre glänzende Perlenkette umhängen, ohne dass sie trüb wird. Auch was sie auf der Brust trägt, rät keiner. Sie liebt einen schüchternen Fischerjungen, besucht ihn, wenn er schläft, hängt ihm die Kette um, er sieht ihr Goldhaar und den Spiegel auf ihrer Brust. So löst er als einziger die Rätsel und fährt mit ihr fort.

## Herkunft
Bechstein vermerkt: „Mündlich, in Franken.“ Walter Scherf wertet dies vage, dass Bechstein von einer ähnlichen Erzählung aus Franken gehört hat, und vermutet als Quelle Wilhelmine Mylius, wie bei Die Rosenkönigin. Die Perlenkette sei aber wohl nicht Erfindung, sie zeigt auch in mündlicher Überlieferung unverbrüchliche Liebesbindung an und habe den Erzähler wohl erst auf die Idee von Perlenkönigin, Perlenschiff und Perleninsel gebracht. Der Fischerknabe wächst auf, sie aber altert nicht, wie ein Traumbild am See aus einer anderen Welt (Schwanenjungfrau, AaTh 400, 401). Die drei Aufgaben passen zu Märchen vom verborgenen Muttermal der Prinzessin (AaTh 850, Wilhelm Buschs Der Schweinejunge und die Königstochter) – es kann nur der kennen, der sie schon nackt gesehen hat. Vgl. KHM 22 Das Rätsel, KHM 114 Vom klugen Schneiderlein.
Die übernatürlich Schöne auf der Barke erscheint wie eine Vermischung von Schwanenjungfrau und Schwanenritter. Ihr Auftritt ähnelt Ernst Schulzes romantischem Gedicht Die bezauberte Rose, das Ernst Heinrich Meier 1852 schon als Inspiration für Die Rosenkönigin vermutete. Dies könnte erklären, warum das Märchen später entfiel.